# Maurício Gugelmin
Maurício Gugelmin (* 20. April 1963 in Joinville) ist ein ehemaliger brasilianischer Automobilrennfahrer.

## Karriere

### Anfangsjahre
Gugelmin, der einer wohlhabenden Familie entstammt, begann im Alter von zwölf Jahren mit dem Kartsport. Mit 17 Jahren wechselte er zum Formelsport und fuhr in der brasilianischen Formula Fiat. 1980 zog er nach Europa, weil er sich dort bessere Chancen auf eine erfolgreiche Formel-Karriere ausrechnete. Während er Rennen in der britischen Formel Ford 1600 bestritt, wohnte er mit seinem Landsmann und späteren Freund Ayrton Senna im selben Haus in Egham, Surrey. 1985 gewann Gugelmin ebenso wie Senna zwei Jahre zuvor die Britische Formel-3-Meisterschaft. Senna versuchte in der Folge, Gugelmin zu Lotus in die Formel 1 zu holen, was aber an der Zustimmung der Sponsoren scheiterte. Gugelmin wechselte daher mit seinem Formel-3-Rennstall West Surrey Racing in die Internationale Formel-3000-Meisterschaft, wo sich aber 1986 und 1987 kein Erfolg einstellte.

### Formel 1
Für die Saison 1988 bekam der Brasilianer dann ein Formel-1-Cockpit bei March, wo er neben Ivan Capelli startete. Gugelmin fuhr insgesamt 32 Rennen für das britische Team, das Ende 1989 von seinem japanischen Hauptsponsor Leyton House übernommen und umbenannt wurde. In dieser Zeit war der dritter Platz bei seinem Heim-Grand-Prix 1989 in Brasilien Gugelmins größter Erfolg. Das änderte sich auch während der Jahre 1990 und 1991 nicht. Mit Leyton House erreichte er lediglich einmal, beim Großen Preis von Belgien 1990, mit dem sechsten Platz die Punkteränge.
In seiner letzten Saison startete Gugelmin 1992 für Jordan. Dabei war der siebte Platz beim Großen Preis von San Marino sein bestes Ergebnis, er errang keine WM-Punkte. Insgesamt verbuchte Gugelmin bei 74 Grands Prix zehn WM-Punkte und fuhr einmal, beim Großen Preis von Frankreich 1989, die schnellste Rennrunde.

### Champ Car
Nachdem sich in der Formel 1 kein Erfolg für den Brasilianer eingestellt hatte, wechselte Gugelmin 1993 in die US-amerikanische Indy Car World Series, die später zur Champ-Car-Serie wurde. Dort fuhr er bis 2001 insgesamt 147 Rennen, wovon er eines gewinnen konnte. 1997 belegte er mit diesem Sieg den vierten Gesamtrang.